# Detektywi
Detektywi – polski serial paradokumentalny z gatunku docu-crime emitowany w latach od 11 listopada 2005 do 30 listopada 2012 i od 4 września 2023 na antenie TVN będący siostrzaną produkcją innego serialu – W11 – Wydział Śledczy.

## Fabuła
Serial pokazuje pracę byłych funkcjonariuszy policji, którzy wspólnie prowadzą biuro detektywistyczne w Krakowie. Prowadzą oni śledztwa przy wsparciu swoich asystentów i informatorów.
W pierwszej odsłonie serialu (2005–2012) właścicielami biura byli Maciej Friedek, Marzena Fliegel i Krzysztof Dziób. 
W drugiej odsłonie (od 2023) są nimi Anna Potaczek i Maciej Dębosz.

## Obsada

### Pierwsza odsłona (2005–2012)
Detektywi
- Maciej Friedek (ur. 13 października 1973 w Bytomiu) – pracę w policji zaczął w 1994, początkowo jako pracownik dochodzeniowo–śledczy w Referacie Kryminalnym, a w 2000 jako pracownik operacyjny. Poprzednio grał w serialu W11 – Wydział Śledczy. Ma dwóch synów: Kajetan (ur. 1999) i Jan (ur. 2007) oraz żonę Karolinę Lutczyn-Friedek.
- Marzena Fliegel (ur. 17 maja 1962) – pracowała w Milicji Obywatelskiej od 1981 r., a po 1990 r. w policji, początkowo w wydziale dochodzeniowym, później w wydziale prewencyjnym. Ma męża oraz córkę (ur. 1985) i syna (ur. 1990)
- Krzysztof Dziób (ur. 21 sierpnia 1976) – absolwent Państwowej Wyższej Szkoły Teatralnej im. Ludwika Solskiego w Krakowie. Aktor, podróżnik, instruktor narciarstwa, żeglarz. Interesuje się walkami wschodu. Ma żonę Anis Dziób-Pordes, króra pracuje na planie W11 – Wydział Śledczy jako reżyser.

Asystenci
- Alicja Kalinowska (ur. 1960) – asystentka prywatnego detektywa. z wykształcenia chemik.
- Marcin Halbiniak (ur. 24 kwietnia 1986) – asystent prywatnego detektywa. studiował na wydziale Administracyjno-Prawnym Akademii Polonijnej w Częstochowie.
- Karolina Lutczyn-Friedek (ur. 11 grudnia 1975 w Krakowie) – asystentka detektywów. aktorka, tancerka i piosenkarka, córka Edwarda Lutczyna, pracowała w Policji, żona Macieja Friedka.
- Roksana Roguś (ur. 7 grudnia 1980 w Krynicy) – asystentka prywatnego detektywa. absolwentka filologii angielskiej i Studium Aktorskiego „Art Play”.

Byli współpracownicy detektywów
- Wiktor Micherdziński-Korczyk (ur. 8 października 1983) – były asystent prywatnego detektywa. studiował w Wyższej Szkole Europejskiej na kierunku stosunki międzynarodowe. (Odszedł z serialu na początku października 2007 roku; zastąpił go Marcin Halbiniak).
- Jan Kuryłło (ur. 20 sierpnia 1982) – były asystent prywatnego detektywa. z wykształcenia informatyk. (Zastąpiła go Roksana Roguś).
- Daniel – były asystent prywatnego detektywa. z wykształcenia informatyk. (Zastąpił go Jan Kuryłło).
- Katarzyna Ignatiuk – była asystentka detektywów. (Zastąpiła ją Karolina Lutczyn).

Inni
- Michał Teodorowski – prawnik, ma kancelarię prawną obok pokoju detektywów.
- pani Albina – sprzątaczka

Występy gościnne (aktorów z serialu W11…)
| Aktor             | Rola                               | Lata      |
| ----------------- | ---------------------------------- | --------- |
| Joanna Czechowska | nadkomisarz Joanna Czechowska      | 2005–2012 |
| Sebastian Wątroba | starszy aspirant Sebastian Wątroba | 2005–2012 |
| Anna Potaczek     | nadkomisarz Anna Potaczek          | 2005–2012 |
| Jakub Gęsiarz     | sierżant sztabowy Jakub Gęsiarz    | 2005−2007 |
| Maciej Dębosz     | komisarz Maciej Dębosz             | 2007−2012 |
| Anna Palka        | starszy sierżant Anna Palka        | 2006–2012 |
| Rafał Kopacz      | komisarz Rafał Kopacz              | 2006–2012 |

### Druga odsłona (od 2023)
Detektywi
- Anna Potaczek jako ona sama
- Maciej Dębosz jako on sam
- Daria Brudnias-Dudała jako Kasia Kowalik
- Marcin Dąbrowski jako Maks Adamski
- Jakub Kwaśniewicz jako Jakub Nowacki
- Bartosz Waga jako Paweł Drawicz[12]

Asystenci
- Gabriela Chęclewska jako Maja Korczyk
- Robert Snakowski jako Oskar Wilkowski

Inni
- Andrzej Rozmus jako komisarz Roman Łabaj

W niektórych odcinkach gościnny udział wzięła Anna Palka.

## Spis serii
| Pierwsza odsłona |     |               |                |                  |                   |                   | |
| 1.               | 1.  | 1–97 (97)     | 1–97 (97)      | 2005/2006        | 11 listopada 2005 | 19 maja 2006      | piątek 18.25 (11 listopada–25 listopada 2005) czwartek–piątek 18.25 (1 grudnia 2005 – 3 lutego 2006) poniedziałek–piątek 18.25 (od 6 lutego 2006)                             |
| 2.               | 2.  | 98–172 (75)   | 98–172 (75)    | jesień 2006      | 4 września 2006   | 15 grudnia 2006   | poniedziałek–piątek 18.25 |
| 3.               | 3.  | 173–266 (94)  | 173–266 (94)   | zima–wiosna 2007 | 22 stycznia 2007  | 1 czerwca 2007    | poniedziałek–piątek 18.25 |
| 4.               | 4.  | 267–341 (75)  | 267–341 (75)   | jesień 2007      | 10 września 2007  | 21 grudnia 2007   | poniedziałek–piątek 18.25 |
| 5.               | 5.  | 342–420 (79)  | 342–420 (79)   | wiosna 2008      | 11 lutego 2008    | 30 maja 2008      | poniedziałek–piątek 18.25 |
| 6.               | 6.  | 421–495 (75)  | 421–495 (75)   | jesień 2008      | 1 września 2008   | 12 grudnia 2008   | poniedziałek–piątek 18.25 |
| 7.               | 7.  | 496–559 (64)  | 496–559 (64)   | wiosna 2009      | 16 lutego 2009    | 15 maja 2009      | poniedziałek–piątek 18.25 |
| 8.               | 8.  | 560–620 (61)  | 560–620 (61)   | jesień 2009      | 7 września 2009   | 30 listopada 2009 | poniedziałek–piątek 18.25 |
| 9.               | 9.  | 621–693 (73)  | 621–693 (73)   | wiosna 2010      | 15 lutego 2010    | 28 maja 2010      | poniedziałek–piątek 18.25 |
| 10.              | 10. | 694–766 (73)  | 694–766 (73)   | jesień 2010      | 6 września 2010   | 17 grudnia 2010   | poniedziałek–piątek 18.25 |
| 11.              | 11. | 767–839 (73)  | 767–839 (73)   | wiosna 2011      | 7 lutego 2011     | 20 maja 2011      | poniedziałek–piątek 18.25 |
| 12.              | 12. | 840–902 (63)  | 840–902 (63)   | jesień 2011      | 5 września 2011   | 2 grudnia 2011    | poniedziałek–piątek 18.25 |
| 13.              | 13. | 903–976 (74)  | 903–976 (74)   | wiosna 2012      | 13 lutego 2012    | 25 maja 2012      | poniedziałek–piątek 18.25 |
| 14.              | 14. | 977–1040 (64) | 977–1040 (64)  | jesień 2012      | 3 września 2012   | 30 listopada 2012 | poniedziałek–piątek 16.55 |
| Druga odsłona    |     |               |                |                  |                   |                   | |
| 1.               | 15. | 1–56 (56)     | 1041–1096 (56) | jesień 2023      | 4 września 2023   | 18 grudnia 2023   | poniedziałek–środa 16.50 (4 września–27 września 2023) poniedziałek–czwartek 16.50 (2 października–30 listopada 2023) poniedziałek–czwartek 17.55 (4 grudnia–18 grudnia 2023) |
| 2.               | 16. | 57–96 (40)    | 1097–1136 (40) | wiosna 2024      | 4 marca 2024      | 2 maja 2024       | poniedziałek–piątek 18.00 |
| 3.               | 17. | 97–156 (60)   | 1137–1196 (60) | jesień 2024      | 26 sierpnia 2024  | 19 listopada 2024 | poniedziałek–piątek 17.40 |
| 4.               | 18. | 157–206 (50)  | 1197–1246 (50) | wiosna 2025      | 24 lutego 2025    | 7 maja 2025       | poniedziałek–piątek 16.35 (24 lutego–28 marca 2025) poniedziałek–piątek 16.50 (31 marca–7 maja 2025)                                                                          |
| 5.               | 19. | od 207        | od 1247        | jesień 2025      | 1 września 2025   |                   | poniedziałek–piątek 17.55 |